# Чертяк (ботанічна пам'ятка природи)
Чертяк — ботанічна пам'ятка природи місцевого значення. Об'єкт розташований на території Городенка Івано-Франківської області, м. Городенка.
Площа — 5,0 га , статус отриманий у 1972 році.
Входить до складу регіонального ландшафтного парку «Дністровський».
Охороняється ділянка із залишками степової рослинності. Переважають типчаково-різнотравні угрупування, серед них: горицвіт весняний, чистець прямий, шавлія кільчаста, підмаренник справжній з цінними видами лікарських рослин – валеріана висока, перець водяний, іван-чай, буквиця лікарська, наперстянка великоцвіта, родовик лікарський. У карстовому утворенні – озеро. 